# 북극의 연인들
《북극의 연인들》(Los Amantes Del Circulo Polar, The Lovers From The North Pole)은 프랑스에서 제작된 훌리오 메뎀 감독의 1998년 멜로/로맨스, 드라마 영화이다. 나즈와 님리 등이 주연으로 출연하였고 페르난도 보베라 등이 제작에 참여하였다.

## 출연

### 주연
- 나즈와 님리
- 펠레 마르티네즈
- 페루 메뎀
- 사라 발리엔테
- 빅토르 유고 올리베이라
- 크리스텔 디아즈

### 조연
- 마루 발디비엘조
- 난코 노보
- 펩 무네
- 야로슬라브 비엘스키
- 로사 모라레스
- 유스트 시에드호프
- 베아테 옌센
- 페트리 헤이노
- 오우티 알라넨

## 기타
- 미술: 사투르 이다레타
- 의상: 에스티발리즈 마르키에기
- 예고편: 최진성
- 배역: 사라 빌벳츠아